# Константиновка (Хабаровский район)
В Николаевском районе тоже есть село Константиновка.
Константи́новка — село в Хабаровском районе Хабаровского края. Входит в состав Галкинского сельского поселения.

## География

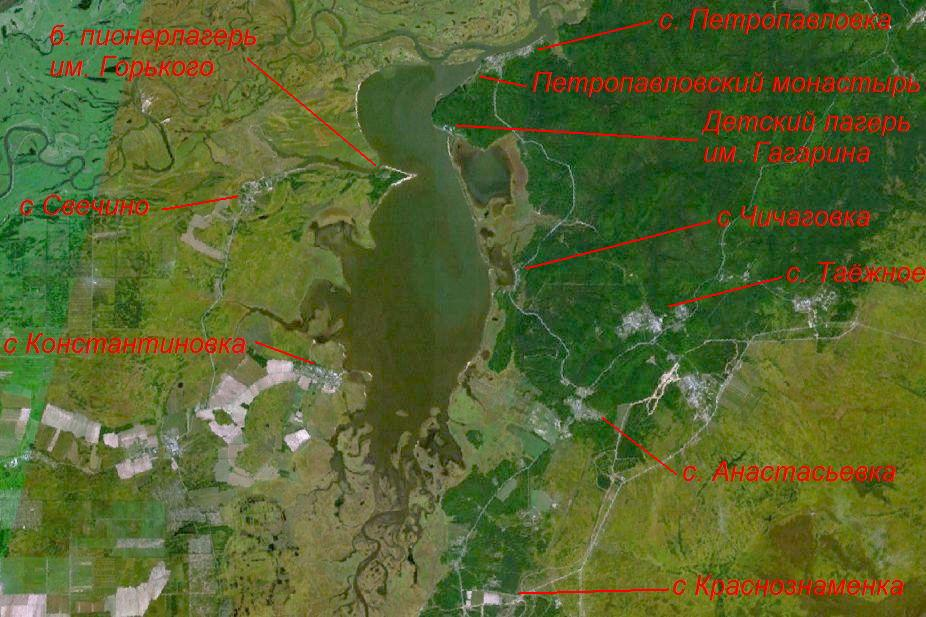
Село Константиновка на спутниковой фотографии

Село Константиновка расположено на западном берегу Петропавловского озера.
Дорога к селу Константиновка идёт от села Матвеевка через сёла Смирновка и Галкино. На север от села Константиновка идёт дорога к селу Свечино.

## Население
| 2002 | 2010 | 2011 | 2012 | 2021 |
| ---- | ---- | ---- | ---- | ---- |
| 409  | ↘382 | ↗383 | ↗396 | ↗421 |

## Инфраструктура
- В окрестностях села Константиновка находятся дачные и коттеджные участки хабаровчан.